# 西拉傑迪坎烏帕齊拉
西拉傑迪坎乌帕齐拉是孟加拉国蒙希甘傑縣的一个乌帕齐拉，位於達卡专区的蒙希甘傑縣。。

## 人口
據1991年孟加拉國人口普查，西拉傑迪坎共有戶數38,394戶，人口229,085人。其中男性佔比51.02%，女性佔比48.98%；成年人口108,535人。該地7歲以上人口之平均識字率為33.9%，高於全國平均值（32.4%）。